# 咸平郡

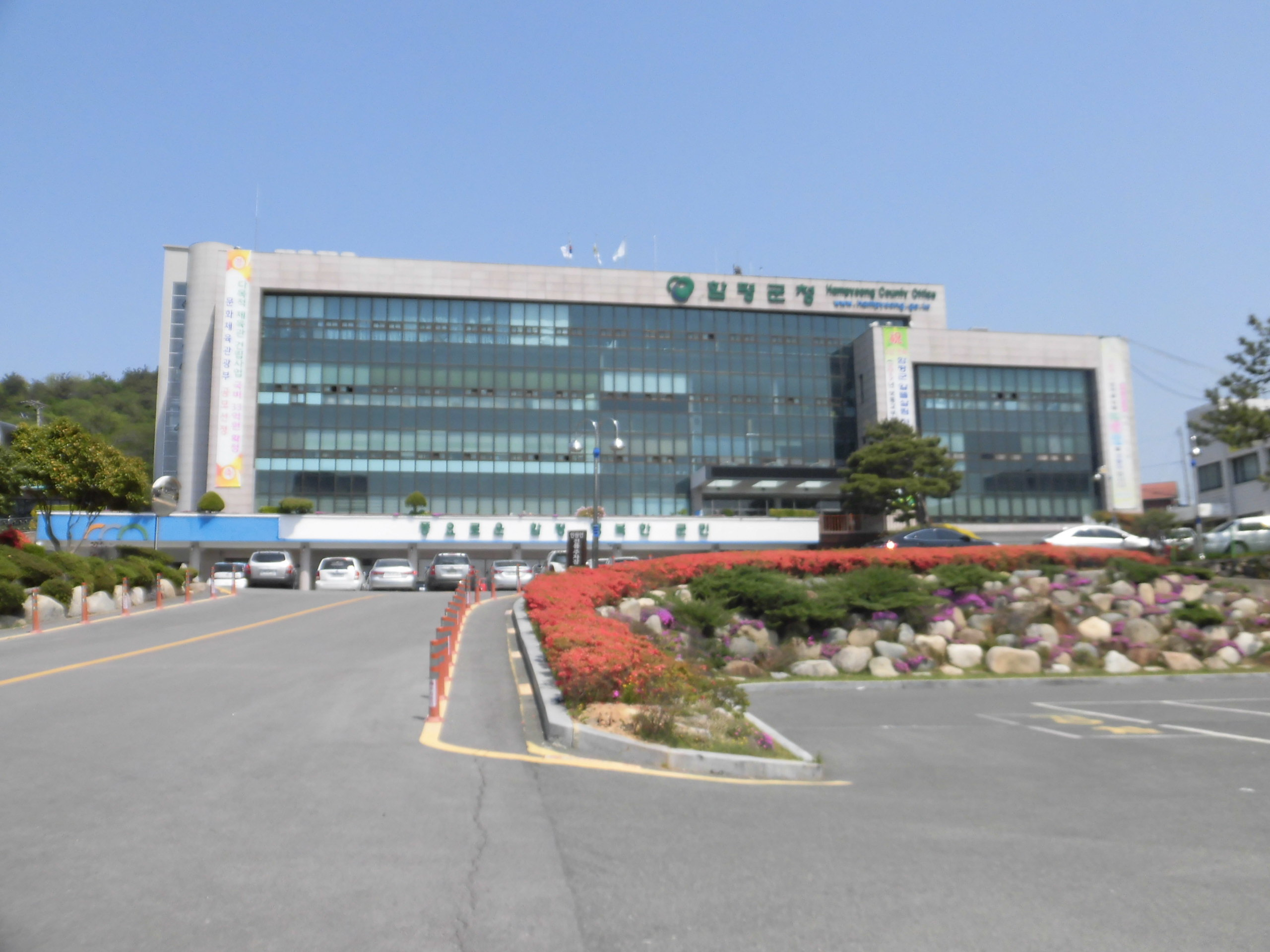
咸平郡庁

咸平郡（ハムピョンぐん）は、大韓民国全羅南道の西部にある郡である。東部で光州広域市と接している。

## 歴史
- 1895年6月23日（旧暦閏5月1日） - 羅州府咸平郡に改編。[2]（14面）
  - 東県内面・西県内面・平陵面・食知面・葛洞面・月岳面・大野面・海保面・大洞面・新光面・孫仏面・永豊面・多慶面・海際面
- 1896年8月4日- 全羅南道咸平郡に改編。[3]
- 1906年 （16面）
  - 東県内面・西県内面が合併して箕城面になる。
  - 多慶面・海際面が務安郡に編入。
  - 羅州郡大化面・烏山面・章本面・赤良面・閭項面が咸平郡に編入。
- 1914年4月1日 - 郡面併合により、大化面が長城郡に、烏山面が光州郡に、章本面・赤良面・閭項面が羅州郡にそれぞれ編入。木浦府金洞面・進礼面・佐村面・厳多面・新老面が咸平郡に編入。[4]（10面）
  - 咸平面・大洞面・月也面・孫仏面・新光面・平陵面・海保面・食知面・厳多面・鶴橋面

| 朝鮮総督府令第111号          |            |
| 旧行政区画                   | 新行政区画 |
| 咸平郡箕城面、永豊面         | 咸平面     |
| 咸平郡月岳面、葛洞面、大野面 | 月也面     |
| 木浦府新老面                 | 厳多面     |
| 木浦府金洞面、進礼面、佐村面 | 鶴橋面     |
- 1932年11月2日 - 食知面・平陵面が合併し、羅山面が発足。（9面）
- 1963年1月1日 - 咸平面が咸平邑に昇格。[5]（1邑8面）
- 1973年7月1日 - 鶴橋面上玉里・月松里・金谷里・白湖里が大洞面に編入。[6]（1邑8面）
- 1987年1月1日 - 咸平邑城南里の一部・鶴橋面四街里の一部が厳多面に編入。[7]（1邑8面）

## 行政

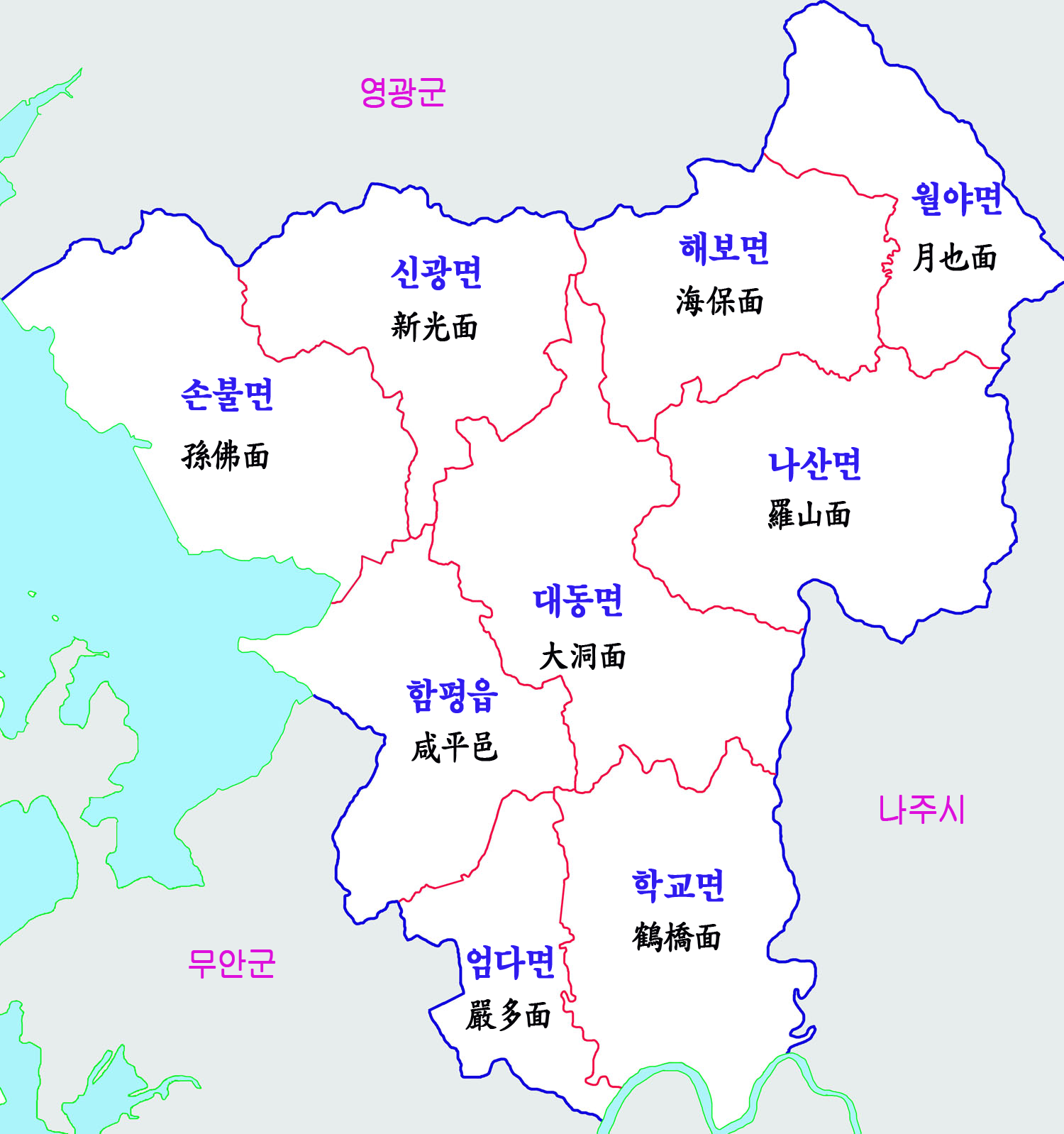
行政区域図

### 行政区域
| 邑・面 | 法定里 |
| ------ | --- |
| 咸平邑 | 咸平里、箕閣里、内橋里、水湖里、城南里、自豊里、万興里、長交里、玉山里、佳洞里、石城里、長年里、津良里、大徳里 |
| 大洞面 | 上玉里、金谷里、月松里、白湖里、江雲里、郷校里、徳山里、龍城里、雲橋里、金山里、西湖里、連岩里                 |
| 月也面 | 桂林里、陽亭里、令月里、礼徳里、外峙里、龍岩里、龍月里、龍亭里、月渓里、月岳里、月也里、亭山里                 |
| 孫仏面 | 鶴山里、良才里、北成里、月川里、大田里、冬岩里、竹長里、竹岩里、弓山里、石倉里、山南里                         |
| 新光面 | 東井里、白雲里、甫余里、伏興里、三徳里、松士里、元山里、月岩里、柳川里、咸井里、桂川里、加徳里                 |
| 羅山面 | 羅山里、三杻里、水下里、新平里、松岩里、二門里、水上里、龍頭里、牛峙里、草浦里、月奉里、元仙里、九山里、徳林里 |
| 海保面 | 光岩里、金渓里、琴徳里、大角里、大倉里、文場里、山内里、上谷里、龍山里、海保里                                 |
| 厳多面 | 三亭里、星泉里、松路里、新渓里、厳多里、永興里、鶴也里、花陽里                                                 |
| 鶴橋面 | 古幕里、谷昌里、錦松里、馬山里、伏泉里、四街里、石亭里、月山里、月湖里、竹亭里、鶴橋里                         |

### 警察
- 咸平警察署

### 消防
- 霊光消防署
  - 咸平119安全センター（大洞面にある）

## 交通

### 鉄道
- 湖南線
  - 咸平駅

### 高速道路
- 西海岸高速道路
  - 咸平ジャンクション - 咸平サービスエリア（木浦方向のみ）- 咸平インターチェンジ - 咸平サービスエリア（ソウル方向のみ）
- 務安-光州高速道路
  - 咸平ジャンクション - 咸平ナビサービスエリア - 東咸平インターチェンジ

### 国道
- 国道1号
- 国道22号線 (韓国)（朝鮮語版）
- 国道23号
- 国道24号線 (韓国)
- 国道77号